# Marvin Sordell
Marvin Anthony Sordell (ur. 17 lutego 1991 w Londynie) to angielski piłkarz występujący na pozycji napastnika w Burton Albion. Karierę zaczynał w Fulham, jednak od 2007 do 2012 roku reprezentował barwy Watford. W międzyczasie był także wypożyczany do Wealdstone oraz Tranmere Rovers. W swoim obecnym klubie występuje od 2012 roku. Ma za sobą występy w młodzieżowych reprezentacjach Anglii do lat 20 i do lat 21. Znalazł się w składzie reprezentacji Wielkiej Brytanii na Igrzyska Olimpijskie 2012 w Londynie.